# Teodoryk Buczacki Jazłowiecki
Teodoryk Buczacki Jazłowiecki herbu Abdank (zm. 1456) – kasztelan halicki,  kasztelan kamieniecki i starosta podolski.

## Życiorys
Jego ojcem był Michał Awdaniec z  Buczacza, herbu Abdank (zm. po 7 listopada 1394) – dostojnik dworu króla Władysława Jagiełły, właściciel Buczacza oraz protoplasta Buczackich Abdanków. Michał Awdaniec miał swoją siedzibę w Rukomyszu, w 1393 uzyskał zgodę króla na lokację miasta Buczacza na prawie niemieckim. Była to pierwsza lokacja miejska na ziemi halickiej, od nazwy miasta ta gałąź rodu Awdańców przybrała nazwę Buczackich. Jego matką była  Małgorzata z Kołow herbu Junosza. 
W 1406 król Władysław II Jagiełło nadał Jazłowiec staroście Dziersławowi Konopce, który przez naleganie wielkiego księcia litewskiego Witolda Kiejstutowicza oddał posiadłość Teodorykowi z Buczacza.
Miał braci: Michała Mużyło Buczackiego (zm. 1470) – kasztelana, cześnika i starostę halickiego, oraz Michała z Podhajec (zm. 1 czerwca 1438 w m. Krasne Pole) – wojewodę podolskiego (1437), kasztelana halickiego (1433–1437), cześnika halickiego (1434) i starostę halickiego (1414–1436), kamienieckiego i przemyskiego (1433–1437), obrońcę Podola przed Mołdawianami i Tatarami. Bracia jego, jako i  Teodoryk, byli niezbyt posłuszni rozkazom Świdrygiełły. Usuwali załogi litewskie z zamków obronnych w Kamieńcu, Czerwonogrodzie, Jazłowcu i innych miejscowościach i podporządkowywali je władzy króla polskiego. Dzięki temu uzyskali liczne dowody wdzięczności królewskiej, najczęściej w postaci nadania im dóbr ziemskich.
Po krwawym napadzie Tatarów Teodoryk Buczacki, towarzysz wypraw wojennych brata Michała, poległego w 1438, zebrał resztę oddziału i odzyskał z nim zamki leżące na Podolu. Otrzymał za to od króla Władysława III Warneńczyka kasztelanię kamieniecką. W 1442 roku król polski nadał mu w dożywocie na południu Podola zamek Karaul (Karawul) nad Dniestrem, wraz z zamkami Czarnogrodem u ujścia Dniestru i Chadżybejowem (Chadźibejem) nad Morzem Czarnym (w rejonie dzisiejszej Odessy).
Wzniósł i uposażył w roku 1444 klasztor dominikanów w Czerwonogrodzie. Przed 1448 powiększył zamek Jazłowiec w kierunku zachodnim, a dziedziniec otoczył murami.
W 1447 odparł najazd Litwinów. Gdy w 1448 Tatarzy znowu napadli na Podole, pustosząc cały kraj, Teodoryk z rycerstwem podjął z nimi walkę, wielu zabijając. Odbił również wielu jeńców. W 1449 zawarł układ z wojewodą mołdawskim Bohdanem.
Z rozkazu królewskiego w 1450 został wysłany na Wołoszczyznę z wojskiem, żeby przywrócić na tron młodego Aleksandra. Odniósł nad Dniestrem zwycięstwo nad Wołochami, które przypłacił życiem w 1456, tak jak i Michał Buczacki.

## Rodzina
Był mężem Katarzyny z Martynowa, z Monasterzysk, Jazłowca. Miał trzech synów:
- Bartosza Buczackiego (zm. 1457) – starostę kamienieckiego,
- Michała Jazłowieckiego (zm. 1511) – starostę kamienieckiego
- Jana Monasterskiego

oraz córki:
- Annę,
- Elżbietę, żonę kolejno Stanisława ze Źwinigrodu Chodorowskiego herbu Korczak[4], Jerzego Handy z Bartodziej (Georgius de Bartodzeye[5]), Jana Masłowskiego
- Małgorzatę